# Nhiễm acid lactic
Nhiễm axit lactic là một tình trạng y tế đặc trưng bởi sự tích tụ của axit lactic (đặc biệt là L-Lactate) trong cơ thể, với sự hình thành độ pH quá thấp trong máu. Chứng bệnh này là một dạng nhiễm toan chuyển hóa, trong đó axit tích tụ quá mức do vấn đề trao đổi chất oxy hóa của cơ thể.
Nhiễm axit lactic thường là kết quả của một tình trạng y tế cấp tính hoặc mãn tính tiềm ẩn, nhầm thuốc hoặc ngộ độc. Các triệu chứng nói chung là do những nguyên nhân cơ bản này, nhưng có thể bao gồm buồn nôn, nôn, thở Kussmaul (nặng và sâu) và suy nhược toàn thân.
Chẩn đoán được thực hiện trên phân tích sinh hóa của máu (thường ban đầu trên các mẫu khí máu động mạch), và sau khi được xác nhận, thường thúc đẩy một cuộc điều tra để xác định nguyên nhân cơ bản để điều trị nhiễm toan. Trong một số tình huống, tạm thời lọc máu (thanh lọc máu) là cần thiết. Trong các dạng mãn tính hiếm gặp của nhiễm axit lactic gây ra bởi bệnh ty thể, một chế độ ăn uống cụ thể hoặc dichloroacetate có thể được sử dụng. Tiên lượng của nhiễm toan lactic phụ thuộc phần lớn vào nguyên nhân cơ bản; trong một số tình huống (như nhiễm trùng nặng), nó cho thấy nguy cơ tử vong tăng lên.

## Phân loại
Phân loại Cohen - Woods phân loại nguyên nhân gây nhiễm axit lactic là:
- Loại A: Giảm oxy mô (ví dụ, do giảm lưu lượng máu)
- Loại B 
  - B1: Bệnh thiếu máu (đôi khi gây ra loại A)
  - B2: Thuốc hoặc nhiễm độc
  - B3: Lỗi chuyển hóa bẩm sinh

## Dấu hiệu và triệu chứng
Nhiễm acid lactic thường được tìm thấy ở những người không khỏe, chẳng hạn như những người có tim nặng và/hoặc bệnh phổi, nhiễm trùng nghiêm trọng với nhiễm trùng huyết, các hội chứng đáp ứng viêm hệ thống do một nguyên nhân khác, nghiêm trọng chấn thương về thể chất, hoặc nghiêm trọng cạn kiệt của dịch cơ thể. Các triệu chứng ở người bao gồm tất cả các triệu chứng nhiễm toan chuyển hóa điển hình (buồn nôn, nôn, yếu cơ tổng quát, và thở sâu và thở sâu).